# Rued
Rued (toponimo tedesco) è stato un comune svizzero del Canton Argovia, nel distretto di Kulm.

## Storia
Il comune di Rued fu disciolto nel 1816 con la sua divisione nei due nuovi comuni di Schlossrued e Schmiedrued.

## Monumenti e luoghi d'interesse

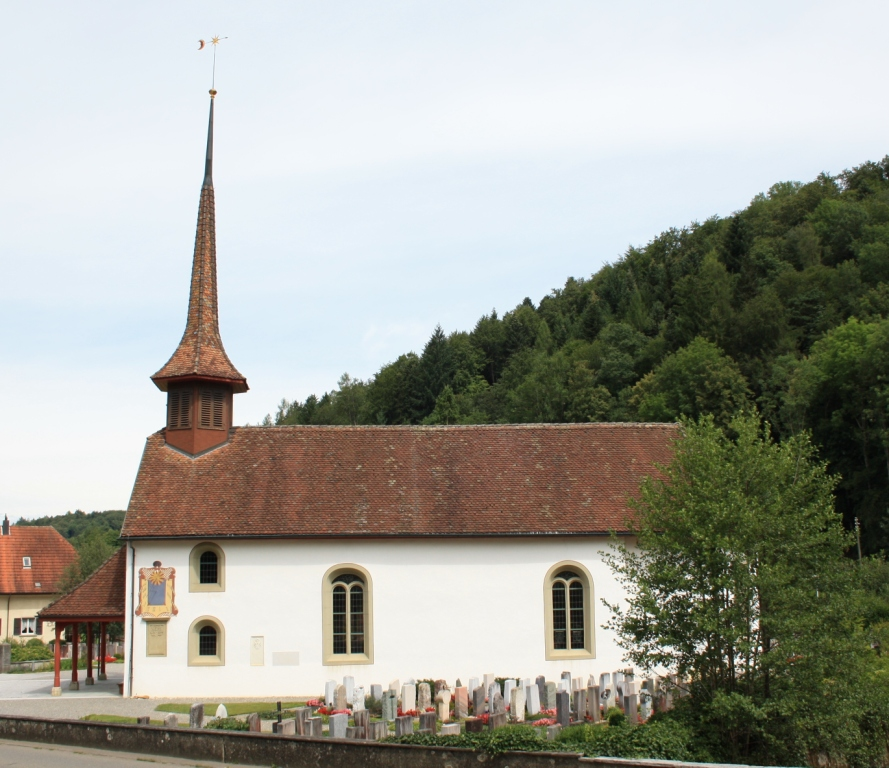
La chiesa riformata di Rued

- Chiesa riformata in località Kirchrued, eretta nell'XI secolo[1].

## Società

### Evoluzione demografica
L'evoluzione demografica è riportata nella seguente tabella:
Abitanti censiti

## Geografia antropica

### Frazioni
- Schlossrued[1]
  - Kirchrued
- Schmiedrued[2]
  - Matt
  - Schiltwald
  - Walde